# II bitwa przasnyska
II bitwa przasnyska – bitwa stoczona została w dniach 13–14 lipca 1915 roku na froncie wschodnim w czasie I wojny światowej.
Po przegranej lutowej bitwie przasnyskiej i czteromiesięcznej wojnie pozycyjnej 13 lipca do natarcia w okolice Przasnysza ruszyła nowo utworzona 12 Armia niemiecka pod dowództwem gen. Max von Gallwitza, z zamiarem dotarcia nad Narew i połączenia się z wojskami operującymi z Galicji. Po ciężkich walkach trwających 21 godzin i ciężkim ostrzale artyleryjskim w sile ponad 800 dział 14 lipca 1 Armia rosyjska opuściła Przasnysz.

## Przed bitwą

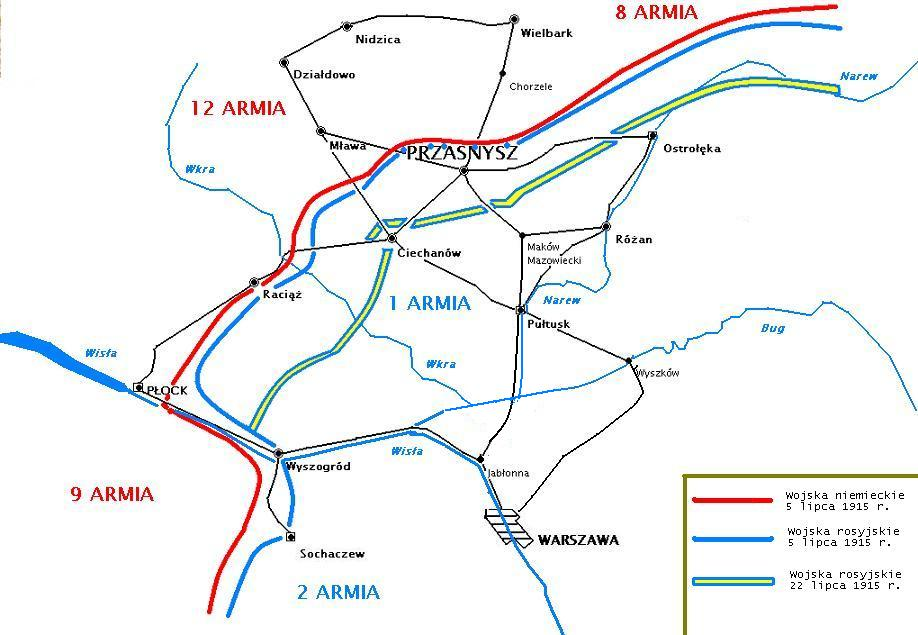
Przasnysz na linii frontu wschodniego w lipcu 1915 roku

Cesarz Wilhelm II Hohenzollern po osobistej interwencji na naradzie w Poznaniu 2 lipca zażądał od feldmarszałka von Hindenburga i szefa sztabu Ludendorffa zaprzestania przygotowań uderzenia na Wilno i Kowno na własną rękę, a dostosowania się do planu naczelnego dowódcy gen. von Falkenhayna, który zamierzał przeprowadzić natarcie przez rzekę Narew i doprowadzić do spotkania z oddziałami von Mackensena, z zamiarem odcięcia odwrotu 2 Armii rosyjskiej. W związku z tym von. Hindenburg i Ludendorff sformowali w okolicach Płocka z prawego skrzydła 8 Armii nową 12 Armię, której zadaniem było przerwanie pozycji rosyjskich w okolicach Przasnysza.

## Pole bitwy

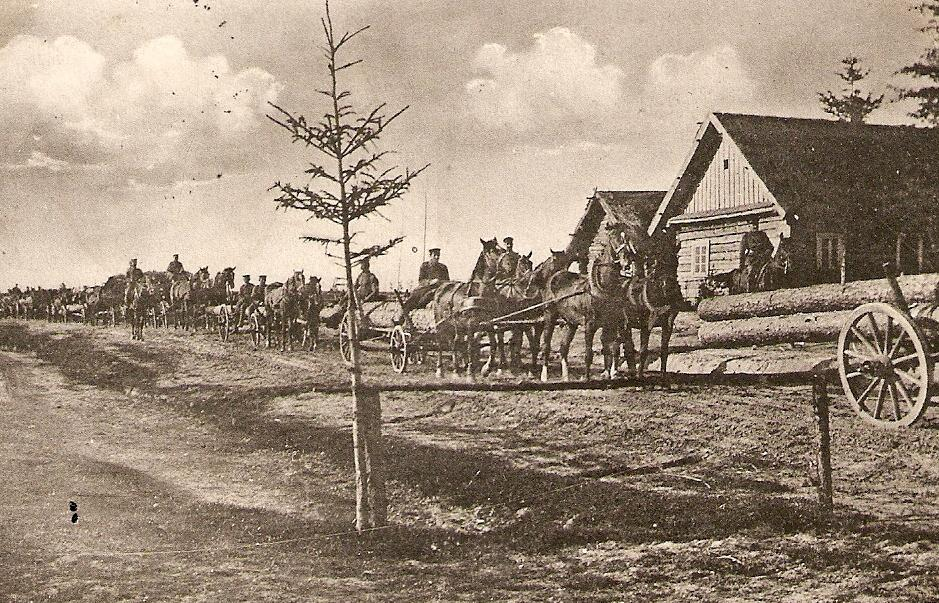
Żołnierze landsturmu w Czerniakach transportujący drewno do umocnień 1915 r. Zb. Mirosława Krejpowicza.

Pole bitwy stanowiły w większości pagórkowate tereny z lasami znajdującymi się w niewielkich grupach bez większego znaczenia taktycznego. Ważniejsze taktycznie były rzeki ze znacznymi obszarami bagnistymi, przy których trzeba było wykonać sporo pracy w czasie przeprawy transportowej, głównie ciężkiego sprzętu. Główniejsze rzeki to Orzyc, Morawka, Węgierka, które w czasie opadów okazywały się ciężką do przebycia przeszkodą. Drogi były w większości przejezdne ze względu na wysokie temperatury w lipcu, lecz bardzo wąskie i z małą liczbą mostów. Tak więc właściwości naturalne pola bitwy nie miały większego znaczenia w działaniach a dowódcy obu wojsk skupili się głównie na ważnych okopach i sztucznych przeszkodach przygotowanych przed bitwą. W odróżnieniu od bitwy lutowej miasto Przasnysz nie było brane pod uwagę jako główny teatr działań, ponieważ von Gallwitz planował szybkie przerwanie linii na północny wschód od miasta i jak najdalsze posuwanie się w kierunku wschodnim.

## Siły stron
Przed rozpoczęciem bitwy skład sił niemieckich wyglądał następująco.
- I Korpus armijny gen. Ebena.
- XIII Korpus armijny gen. Wattera.
- XVII Korpus armijny gen. Pannewitza.
- XI Korpus armijny gen. Plüskowa.
- XVII Korpus rezerwowy gen. Surena.
- Korpus Landsturmu Thorn (Korpus Dickutha)

Łącznie; 6 korpusów, 164 bataliony, 177 tysięcy ludzi.
Skład sił rosyjskich;
- I Korpus syberyjski gen. Pleszkowa.
- I Korpus turkiestański gen. Szejdemana
- XXVII Korpus armijny gen. Bałanina
- I Korpus kawalerii gen. Oranowskiego.

Łącznie; 4 korpusy, 99 batalionów, 106 950 ludzi.
Przed bitwą wojska niemieckie posiadały, oprócz siły żywej, kilkukrotną przewagę w artylerii, która wcześniej została okopana i dobrze ufortyfikowana w działobitniach. Niemieckie oddziały były w lepszej sytuacji zaopatrzeniowej mając niedaleko Wielbark (Willenberg), Nidzicę (Neidenburg), Mławę, odległości do tych miast nie przekraczały 25-35 kilometrów od terenów walki. Natomiast wojska rosyjskie cierpiały na brak amunicji, małą liczbę dział i karabinów, na korzyść Rosjan przemawiało jedynie pozytywne nastawienie ludności cywilnej, oprócz liczących około 10% ludności kolonistów niemieckich i liczących również około 10% Żydów, którzy byli wrogo nastawieni do wojsk rosyjskich, a nawet im szkodzili przecinając kable, niszcząc mosty i wywołując pożary.

## Walki

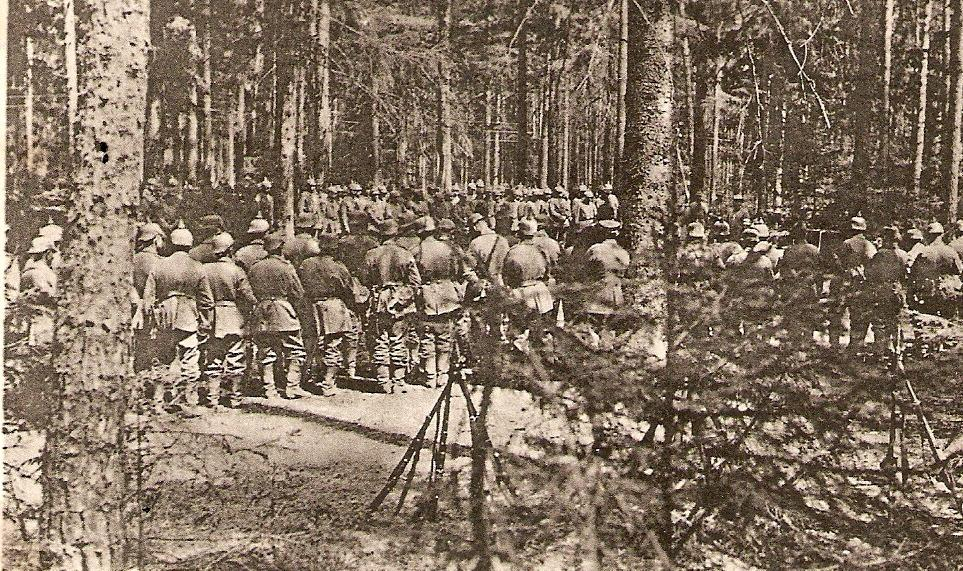
Wojska niemieckie w lesie pod Obórkami 1915 r. Zb. Mirosława Krejpowicza.

Około północy z 12 na 13 lipca uderzenie niemieckie za pomocą artylerii nie było jeszcze możliwe z powodu silnej mgły. Dopiero o 4:45 w sile ponad 800 dział, od północy, rozpoczęto ostrzał artyleryjski. Pierwsze pociski spadły na 2. i 11 Dywizję Syberyjską i od razu obie dywizje poniosły duże straty w ludziach w wyniku ostrzału. 1/3 żołnierzy ulokowanych w okopach zginęła rażona wybuchami i pogrzebana żywcem w wyniku osunięć ziemi i zawaleń schronów. Największe nasilenie ognia artyleryjskiego miało miejsce o 5:15 tego samego dnia w okolicach Jednorożca, Szli i Osówca Szlacheckiego, które zostały prawie całkowicie zniszczone.

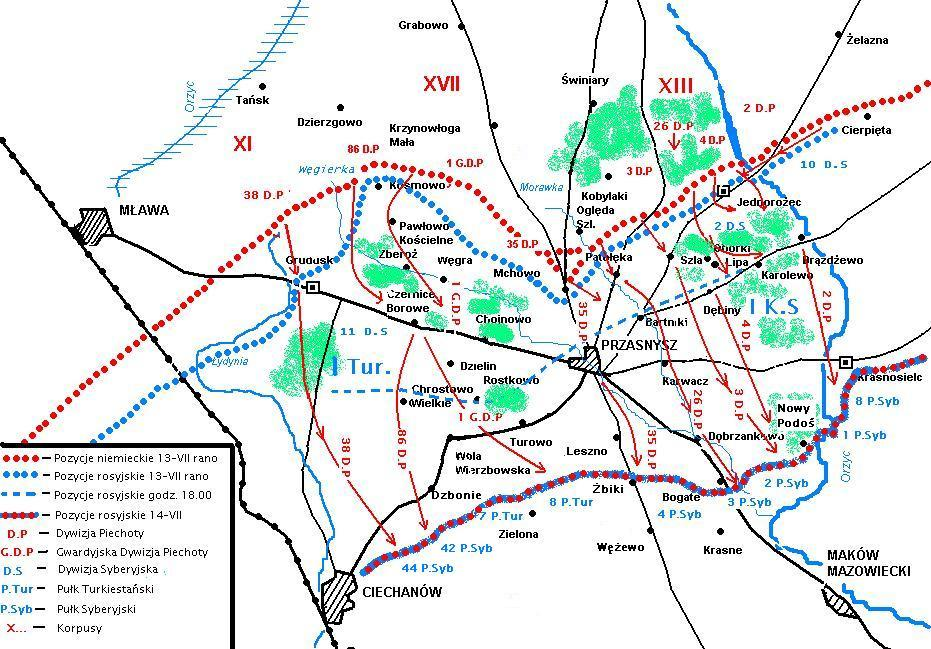
Położenie stron z 13 i 14 lipca

Walki o pierwsze linie obrony na północnym wschodzie zaczął, około godziny 9:45 tego dnia, atak 4 Dywizji Piechoty (z XIII Korpusu) gen. Schweinitza na 6. pułk syberyjski (z 2 Dywizji Syberyjskiej) w okolicach Jednorożca. Atak części 3 Dywizji Piechoty z (XIII Korpusu) stacjonującej w Oględzie rozpoczął zdobywanie wsi Kot i Patołęki jako ważnych redut rosyjskich w dolinie Morawki bronionych przez 7. batalion i 5. pułk syberyjski (wcześniej ulokowany pod Osówcem Szlacheckim), który został wycofany na linię Kot – Patołęka – Osówiec Kmiecy, ponieważ cześć 3 Dywizji Piechoty skutecznie korzystając z ruin Szli ominęła Osówiec Szlachecki i dotarła pod wschodnie zabudowania Osówca Kmiecego. Po kilku godzinach w wyniku okrążenia, zdziesiątkowane oddziały rosyjskie musiały się wycofać do Bartnik. Gen. Watter postanowił wzmocnić atak na lewej flance XIII Korpusu, w celu wyprostowania frontu na północny wschód od Przasnysza, więc do natarcia ruszyła 3 Dywizja Piechoty z zamiarem przedarcia się przez Lipę pod Drążdżewo. W okolicach Obórek cześć żołnierzy niemieckich z 3 Dywizji Piechoty została zaskoczona silną obroną Rosjan zaległych w zniszczonych okopach i kraterach po wybuchach pocisków dużego kalibru. Obrona rosyjska została jednak przerwana i wojska niemieckie, nacierając na północny wschód od Przasnysza, znalazły się pod Lipą. Dużym sukcesem dla Niemców było zdobycie Lipy i dotarcie do Karolewa, atakowanego z trzech stron. W wyniku wojska rosyjskie, nie licząc na wsparcie, zmuszone były wycofać się za Krasnosielc odsłaniając lewą flankę 10 Dywizji Syberyjskiej stacjonującej koło wsi Budy Rządowe, która nie mogła udzielić wsparcia, będąc zajęta odpieraniem ataków 2 dywizji piechoty (z I Korpusu).

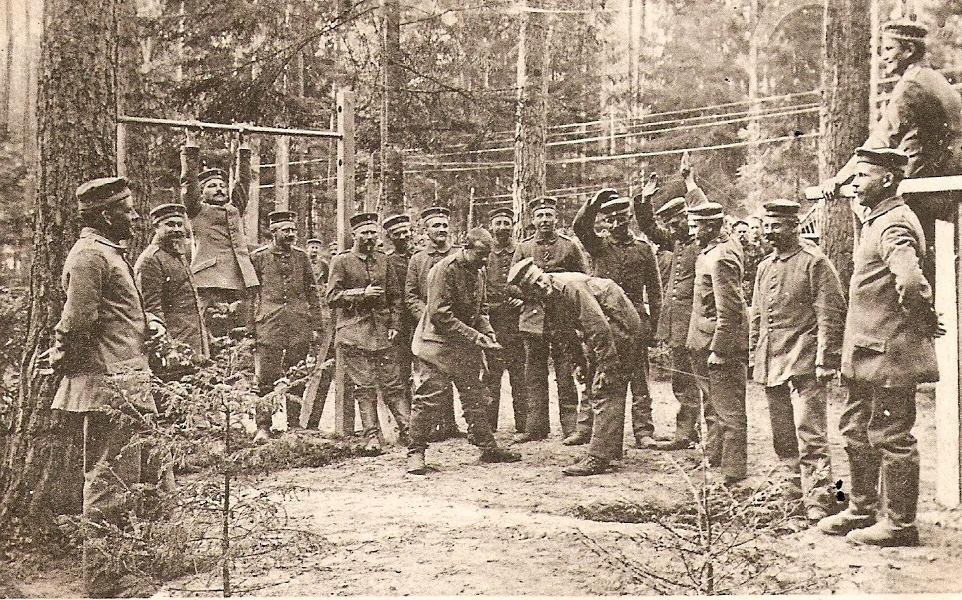
Żołnierze landsturmu w okolicach Olszewki w czasie odpoczynku 1915 r. Zb. Mirosława Krejpowicza.

Pierwsze walki poczyniły miażdżące straty wśród wojsk rosyjskich, które, pomimo silnego oporu lewego skrzydła, zaczęły się wycofywać przez Szle, Kuskowo na linie do Bartnik a prawą flanką za Krasnosielc, tracąc te miejscowości. 2 Dywizja Syberyjska straciła 50% stanu osobowego, atakowana przez 10 pułków niemieckich, tracąc również większość pozycji. W rękach XIII Korpusu gen. Wattera znalazły się Drążdżewo, Lipa i Jednorożec, w którym nastąpiło przerwanie frontu.
Ciężkie walki toczone były na zachód od Przasnysza na linii Olszewiec – Węgra – Pawłowo – Kosmowo – Grudusk. Około godziny 9, na rozkaz gen. Plüskowa, Niemcy przystąpili do ataku siłami 86 dywizji piechoty gen. Breugela i 36 Dywizji Piechoty gen. Wernitza (z XI Korpusu) na wioski Pawłowo i Kosmowo bronione przez 42. i 44. pułki syberyjskie ze składu 11 Dywizji Syberyjskiej gen. Zorakowskiego. Do bohaterskiego wyczynu 42. pułku piechoty doszło podczas obrony kamiennego ogrodzenia cmentarza na południowych obrzeżach Pawłowa Kościelnego, który broniony był przez kilka godzin przy kilkunastokrotnej przewadze wroga, lecz wskutek nasilającego się ataku niemieckiego pułk musiał się wycofać w stronę Czernic Borowych.

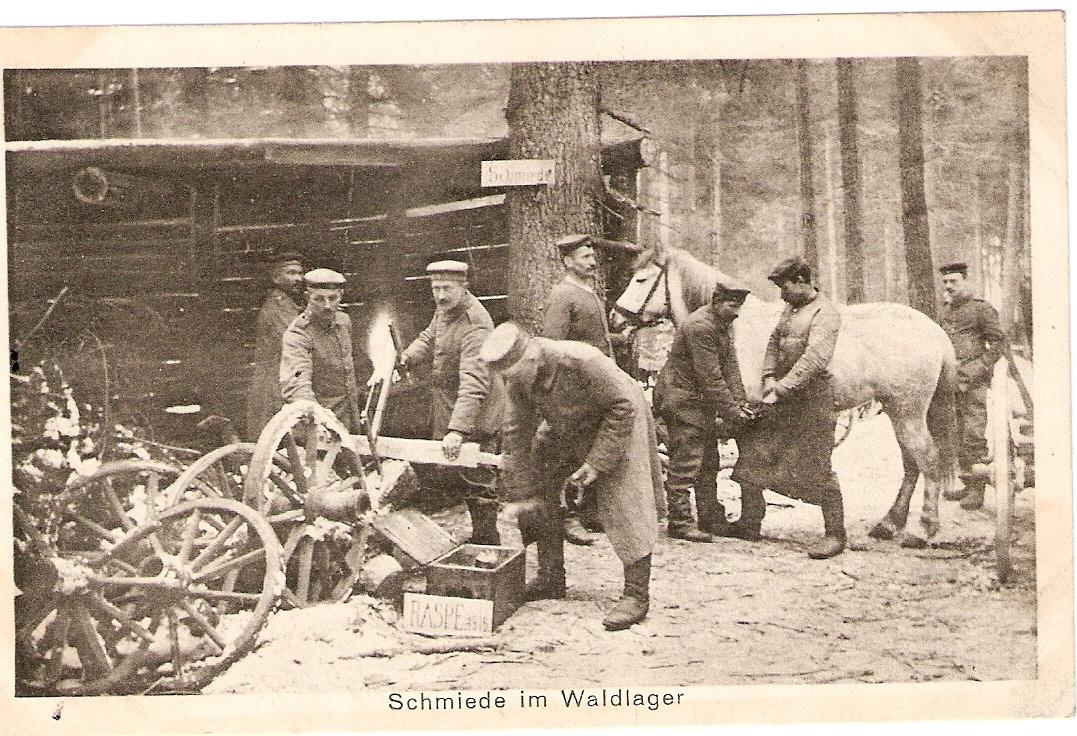
Niemiecka kuźnia polowa w lesie pod Łaniętami 1915 r. Zb. Mirosława Krejpowicza.

Po kilkugodzinnych walkach i dużych stratach osobowych (w niektórych pułkach nawet 60%) wojska rosyjskie, pod groźbą okrążenia, zaczęły się wycofywać za linię Olszewiec – Węgra – Zberoż – Kosmowo, a pod wieczór za drogę Przasnysz – Ciechanów, w okolice Rostkowa i Kuskowa.

Po 18 godzinach walki 11 Dywizja Syberyjska, atakowana przez 57 niemieckich pułków, znajdowała się w krytycznej sytuacji i praktycznie została wyeliminowana z walki tracąc ponad 70% stanu osobowego. Do tego broniła szerszego frontu niż 2 Dywizja Syberyjska, przy takich samych siłach. Większość pozycji zajmowanych przed początkiem walk została utracona a silnym ciosem dla I Korpusu Turkiestańskiego gen. Szejdemana była utrata Gruduska, bronionego przez 44. pułk syberyjski. Linie z początku dnia walk znalazły się w rękach niemieckich XI i XVII Korpusu.

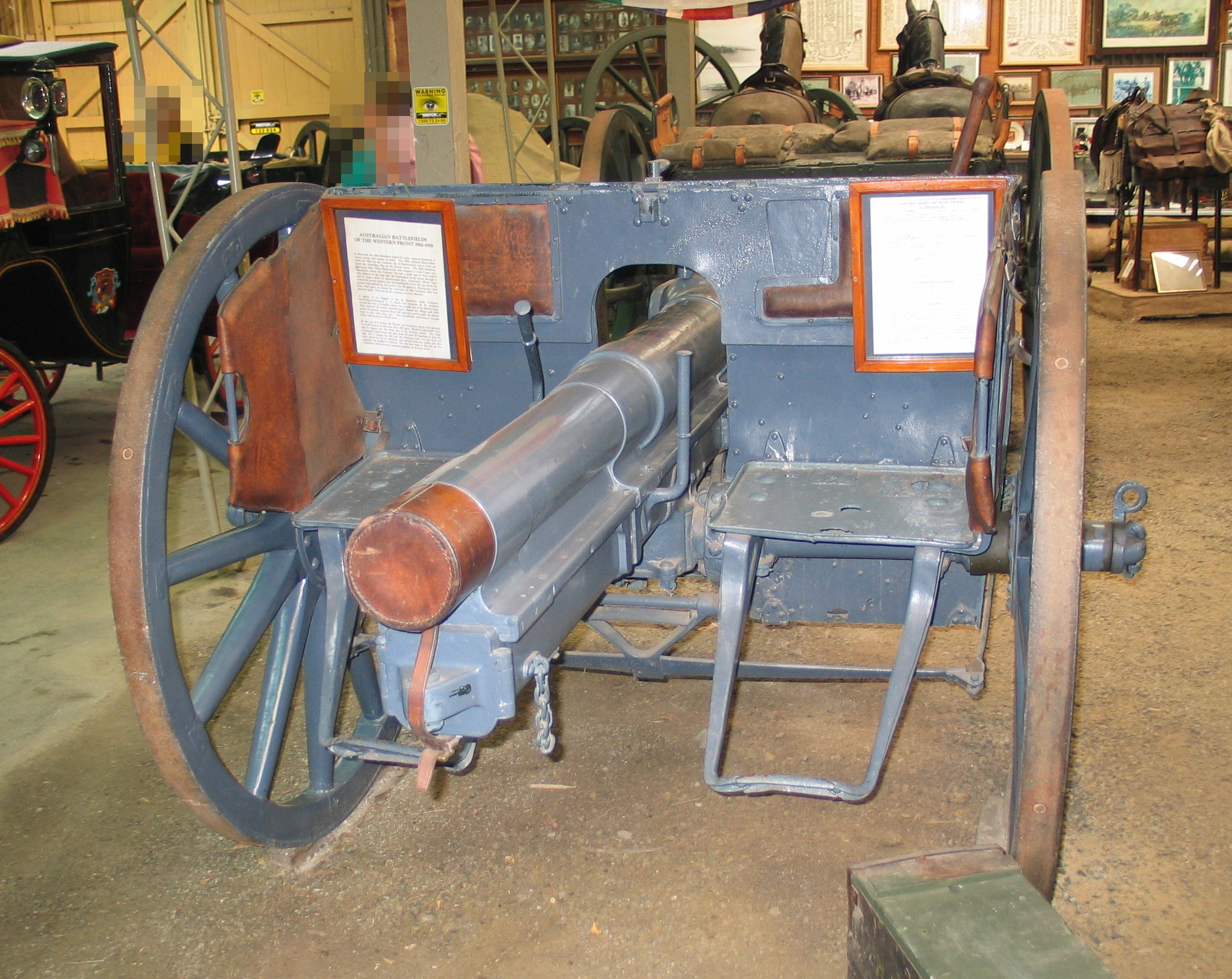
Popularna armata polowa 7,7 cm FK 96 n.A. używana przez wojska niemieckie w Bitwie przasnyskiej.

W wyniku ciężkich strat po stronie rosyjskiej, utraty większości pozycji i braku woli walki żołnierzy, z powodu braku wsparcia dowództwo rosyjskie nakazało odwrót za Krasnosielc. Po północy 14 lipca wojska rosyjskie opuściły rejon Przasnysza.
Zadana 12 Armii gen. Gallwitza operacja została przeprowadzona zgodnie z oczekiwaniami dowództwa. Wojska rosyjskie znalazły się w odwrocie i tylko wycofywały się atakowane przez Niemców. Sukces wojsk niemieckich nie byłby możliwy bez silnej przewagi artyleryjskiej, zwłaszcza w działach większego kalibru (15 i 21 cm) oraz sprawnie działającego zaopatrzenia w amunicję i posiłki żywnościowe co bardzo poprawiało morale żołnierzy.

## Straty
- Niemcy

1. XIII Korpus – 81 oficerów, 3302 żołnierzy
2. XVII Korpus – 42 oficerów, 2894 żołnierzy
3. XI Korpus – 76 oficerów, 2576 żołnierzy
4. Reszta 7149 żołnierzy
5. Razem 16 120 oficerów i żołnierzy[9]

- Rosjanie

1. 11 Dywizja Syberyjska 105 oficerów,10 950 żołnierzy
2. 2 Brygada Turkiestańska 43 oficerów, 7443 żołnierzy
3. 1 Dywizja Syberyjska 74 oficerów, 6524 żołnierzy
4. 2 Dywizja Syberyjska 66 oficerów,6118 żołnierzy
5. 30 Dywizja Piechoty 80 oficerów, 7856 żołnierzy
6. 14 Pułk Kawalerii 23 oficerów, 532 żołnierzy
7. Razem 39 814 oficerów i żołnierzy[9]

## Skutki

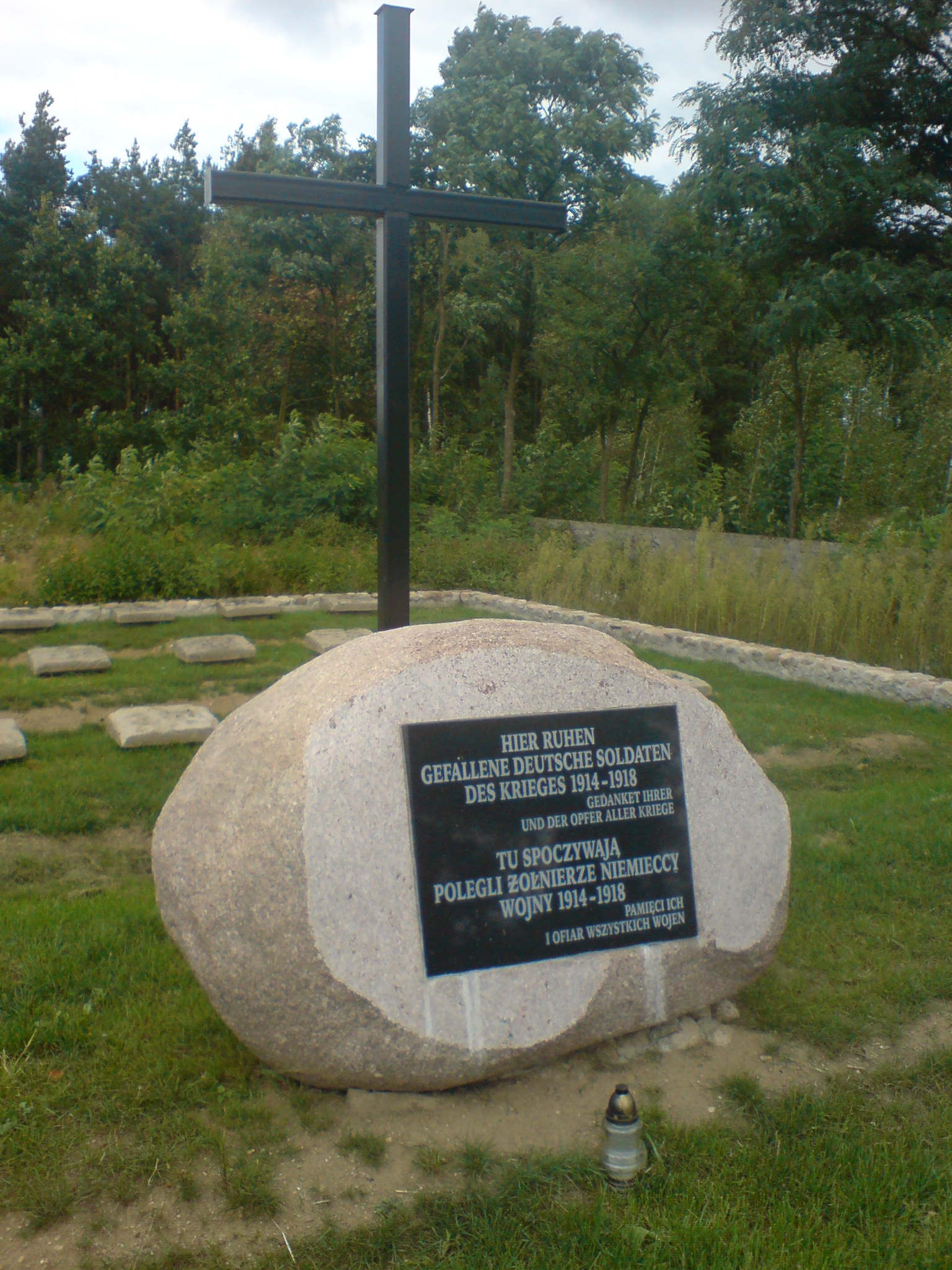
Mogiły żołnierzy niemieckich z I wojny światowej na cmentarzu w Świętym Miejscu

W II bitwie przasnyskiej większość okolicznych miejscowości została dotkliwie zniszczona ogniem artyleryjskim, sam tylko Jednorożec został zniszczony w 100% a wracający ludzie nie mogli odnaleźć domów. Pola nie nadawały się do uprawy, były naszpikowane ciałami, zryte okopami i lejami po wybuchach. Obie walczące strony straciły tysiące żołnierzy, sama tylko 11 Dywizja Syberyjska straciła 105 oficerów i 10 950 żołnierzy z ogólnej liczby 230 oficerów i 14 350 żołnierzy, co dowodzi jak silne było natężenie walk pod Przasnyszem. W oddziałach obu armii walczyli także Polacy wcieleni do wojska przez państwa zaborcze i ginęli w nie swoich mundurach, walcząc nie z własnej woli.

Wydarzenia opisał naoczny świadek ks. Józef Piekut relacjonując; 

Wracają ludzie do swoich wiosek, ale nie mogą odnaleźć miejsc, gdzie stały ich domy. Tam gruzy, zielska, druty kolczaste, mogiły, trupy przykryte piaskiem lub kości sterczące. Jedni jechali dalej, inni zamieszkali w okopach. Inni już sklecili sobie szałasy lub chlewiki maleńkie – chłód, głód, nędza, bieda ich udziałem.
Przasnysz przedstawia ruinę niesłychaną. Domostwa ludzkie zamienione w perzynę, czerwone łuny nad miastem i okolicą były tymi hiobowymi zwiastunami. Zaledwie kilka domów murowanych ocalało, na ulicach widać resztki gruzów i szyb pobitych, płoty i mury okalające domy popalone lub porozbierane. Piękne starożytne kościoły przasnyskie ... dziś smętny przedstawiają obraz: dachy i wieże poniszczone, a wewnątrz niemożliwe jest sprawować w nich służby Bożej; pozostał tylko jeden kościół farny, i ten uszkodzony, w którym dziś może odprawiać się nabożeństwo.
Przasnysz i okolica północna to miejsce krzyżów, mogił, to miejsce nędzy ... ludzie zostali bez dachu, bez pościeli, bez chleba...